# Ernesto de Oliveira Barreto

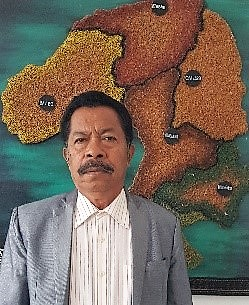
Ernesto de Oliveira Barreto (2021)

Ernesto de Oliveira Barreto (* 1. August 1955 in Ai-Assa, Bobonaro, Portugiesisch-Timor) ist ein leitender Beamter aus Osttimor. Von 2021 bis 2024 war er Präsident (Presidente Autoridade Município) der Gemeinde Bobonaro.

## Werdegang
Barreto ist der Sohn von Celestino da Silva Barreto und Dau Mau. Ernesto besuchte die Grundschule in Dili und die Sekundarschule in Maliana. Von 1982 bis 2002 war er Lehrer. Parallel arbeitete er vom 1. Oktober 1999 bis zum 30. August 2001 als erster Sekretär des Conselho Nacional de Resistência Timorense (CNRT). Von 2002 bis 2008 war Barreto der erste Administrator des Subdistrikts Bobonaro nach der Unabhängigkeit Osttimors. Danach arbeitete er im Bildungsministerium als Beamter für Beschaffung.
2021 wurde Barreto zum Präsident der Gemeindeverwaltung Bobnaros vereidigt. Er setzte sich in einem schriftlichen Auswahlverfahren gegen drei andere Kandidaten durch. Seine Amtszeit war auf fünf Jahre begrenzt, doch wegen des Regierungswechsels und Amtsantritts der IX. Regierung wurde bereits am 6. März 2024 Alexandre Pires zum neuen Präsidenten vereidigt.
Barreto spricht mit Tetum und Portugiesisch beide Amtssprachen des Landes.